# Józef Aszklar

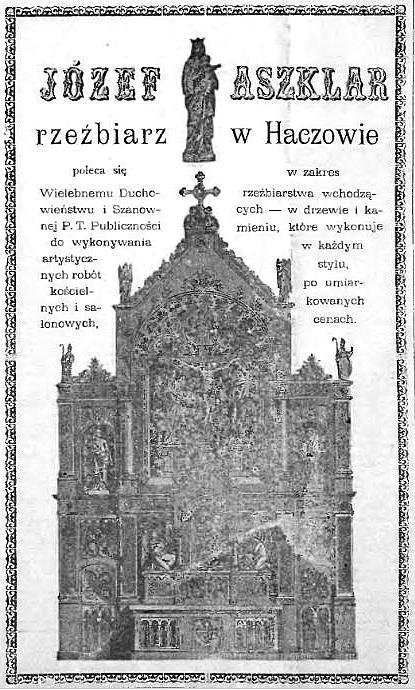
Ogłoszenie reklamowe Józefa Aszklara w prasie z 1897

Józef Aszklar (ur. 1867 w Lubatowej) – polski artysta rzeźbiarz.

## Życiorys
Mieszkał w Iwoniczu, następnie pod koniec XIX wieku w Haczowie, gdzie prowadził Zakład Artystyczny Rzeźby Kościelnej i Salonowej w Drzewie i Kamieniu. Na początku XX wieku mieszkał i prowadził pracownię rzeźbiarską w Krościenku Wyżnem.
Od 1895 do 1897 prowadził prace przyozdabiania wnętrza kościoła Wszystkich Świętych w Iwoniczu, gdzie wykonał chrzcielnicę, rzeźby i płaskorzeźby umieszczone w ołtarzu głównym i ołtarzach bocznych (figura św. Józefa. Do 1898 wykonał budowę wielkiego ołtarza w kościele św. Wojciecha w Cieszanowie. Do 1899 wykonał figury do kościoła Wniebowzięcia Najświętszej Marii Panny w Szepesolaszi. Wykonał też rzeźby w ołtarzu głównym kościoła św. Wawrzyńca w Rymanowie, prace rzeźbiarskiej w kościele św. Małgorzaty w Targowiskach.
Współpracował przy budowie pomnika Tadeusza Kościuszki w Sanoku z 1902.
Wykonywał również rzeźby nagrobne. Stworzył nagrobki umieszczone na Cmentarzu Centralnym w Sanoku: Bronisławy i Wojciecha Ślączków, Zofii Zaleskiej – córki Karola, oraz prawdopodobnie Anny Radomskiej.